# Giro dell'Appennino 1988
Il Giro dell'Appennino 1988, quarantanovesima edizione della corsa, si svolse il 7 agosto 1988, su un percorso di 234 km. La vittoria fu appannaggio dell'italiano Gianni Bugno, che completò il percorso in 6h05'00", precedendo i connazionali Stefano Colagè e Alberto Volpi.
I corridori che partirono furono 122, mentre coloro che tagliarono il traguardo di Pontedecimo furono 50.

## Ordine d'arrivo (Top 10)
| Pos. | Corridore                | Squadra         | Tempo    |
| ---- | ------------------------ | --------------- | -------- |
| 1    | Gianni Bugno             | Château d'Ax    | 6h05'00" |
| 2    | Stefano Colagè           | Alba Cucine     | s.t.     |
| 3    | Alberto Volpi            | Gewiss-Bianchi  | s.t.     |
| 4    | Davide Cassani           | Gewiss-Bianchi  | s.t.     |
| 5    | Fabrizio Vannucci        | Selca-Conti     | s.t.     |
| 6    | Marino Amadori           | Alfa Lum        | s.t.     |
| 7    | Gianbattista Baronchelli | Pepsi Cola      | s.t.     |
| 8    | Marco Franceschini       | Alba Cucine     | a 37"    |
| 9    | Franco Vona              | Château d'Ax    | a 43"    |
| 10   | Stefano Tomasini         | Fanini-Seven Up | s.t.     |